# Virginia Slims of San Francisco 1976
Virginia Slims of San Francisco 1976, — жіночий тенісний турнір, що проходив на кортах з килимовим покриттям Civic Auditorium у Сан-Франциско (США). Належав до Virginia Slims Circuit. Відбувсь ушосте і тривав з 1 до 6 березня 1976 року. Фінал відвідало 4800 глядачів. Друга сіяна Кріс Еверт виграла титул в одиночному розряді й заробила 15 тис. доларів.

## Фінальна частина

### Одиночний розряд
Кріс Еверт —  Івонн Гулагонг Коулі 7–5, 7–6(5–2)

### Парний розряд
Біллі Джин Кінг /  Бетті Стов —  Розмарі Касалс /  Франсуаза Дюрр 6–4, 6–1

## Розподіл призових грошей
| Дисципліна       | П       | F      | ПФ     | ЧФ     | 1/8    | 1/16 | Попереднє коло |
| Одиночний розряд | $15,000 | $8,000 | $4,275 | $1,900 | $1,100 | $550 | $375           |